# نگوولنو
نگوولنو (به لاتین: Niewolno) یک روستا در لهستان است که در گمینا تژمشنو واقع شده‌است.